# Mycalesis patiana
Mycalesis patiana är en fjärilsart som beskrevs av John Nevill Eliot 1969. Mycalesis patiana ingår i släktet Mycalesis och familjen praktfjärilar. Inga underarter finns listade i Catalogue of Life.